# Scorpiops luridus
Espèce
Scorpiops luridus est une espèce de scorpions de la famille des Scorpiopidae.

## Distribution
Cette espèce est endémique du Tibet en Chine. Elle se rencontre dans le xian de Nang.

## Description
Le mâle holotype mesure 86,72 mm et la femelle paratype 75,12 mm.

## Publication originale
- Qi, Zhu & Lourenço, 2005 : « Eight New Species of the Genera Scorpiops Peters, Euscorpiops Vachon, and Chaerilus Simon (Scorpiones: Euscorpiidae, Chaerilidae) from Tibet and Yunnan, China. » Euscorpius, no 32, p. 1–40 (texte intégral).